# Партия за коммунистическую альтернативу (Франция)
Па́ртия за коммунисти́ческую альтернати́ву (фр. Parti pour une alternative communiste) — левая политическая организация во Франции в 1964—1988 годах. До 1966 года называлась Федерацией кружков марксистов-ленинцев Франции, до 1967 — Движением коммунистов Франции (марксистов-ленинцев), до 1978 года — Партией коммунистов марксистов-ленинцев Франции, до 1985 года — Партией коммунистов марксистов-ленинцев. До 1985 года придерживалась маоистской идеологии.

## 1964—1967
В сентябре 1964 года во Франции была создана Федерация кружков марксистов-ленинцев Франции (ФКМЛФ, La Fédération des cercles marxistes-léninistes de France). Её основу составили активисты Ассоциации франко-китайской дружбы (Amitiés Franco-Chinoises), исключенные из ФКП. Лидерами ФКМЛФ были Жак Жюрке (Jacques Jurquet) и Франсуа Марти (François Marty). Организация издавала бюллетень «Pour la défense du marxisme-léninisme» («В защиту марксизма-ленинизма»). В феврале 1965 года начинается выпуск ежемесячного журнала «L’Humanité nouvelle» («Новое человечество»), редактором которого долгое время был Жюрке. В июне 1966 года ФКФМЛ меняет своё название на Движение коммунистов Франции (марксистов-ленинцев) (ДКФ (м-л), Mouvement communiste français marxiste-léniniste). Организация имела признание со стороны Коммунистической партии Китая и Албанской партии труда. ДКФ (м-л), как затем и ПКМЛФ, неукоснительно поддерживала позиции китайского правительства и осуждала «спонтанные повороты» и изменения в позиции «Пролетарской левой».
Стремление изменить структуру ДКФ (м-л) и создать на его основе централизованную партию привело к формированию группы диссидентов. В эту группу входили, в основном, интеллектуалы, и оппоненты называли её «группой профессоров» («groupe de professeurs»). Эта группа выступала против создания организации, основанной на дисциплине и централизме. Они считали, что необходимо создание т. н. «великого альянса» всех маоистских групп, действовавших во Франции. Руководство ДКФ (м-л) писало по поводу позиции группы:

«Эта фракционная антипартийная группа, группа „профессоров“ может быть охарактеризована, как „интеллектуалистская“ и догматическая. Её сущность коренится в мелкобуржуазной идеологии и сильной вере в своё превосходство над подлинно пролетарскими элементами в Движении».

## 1967—1985
В декабре 1967 года большинство ДКФ (м-л) учреждает Партию коммунистов марксистов-ленинцев Франции (ПКМЛФ, Parti communiste marxiste-léniniste de France). Партия принимала активное участие в студенческом движении мая 1968 года. Многие активисты партии участвовали в боях 10 мая, известных, как «ночь баррикад». Приказом президента 12 июня 1968 года была запрещена в числе других ультралевых (гошистских) организаций. С этого времени в течение большей части 1970-х годов партия действовала нелегально. После запрета партии был прекращен выпуск журнала «L’Humanité nouvelle». Вместо него маоисты начали издавать журнал «L’Humanité rouge» («Красное человечество»).
На 1970 год численность ПКМФЛ оценивалась между 2 000—3 000 активистов. В этот же период в партии формируется три конкурирующие группы: «L’Humanité rouge» (большинство, будущая Партия коммунистов марксистов-ленинцев), «Красный фронт» («Front rouge») и «Рабочий» («Le Travailleur»). «Красный фронт» в 1974 году вышел из ПКФМЛ и принял название Революционная коммунистическая партия (марксистско-ленинская) (РКП(м-л), Parti Communiste Révolutionnaire Marxiste-Léniniste). Группа «Рабочий» через несколько лет прекратила своё существование, оставшись в составе партии.
Партия участвовала в работе Французской демократической конфедерации труда (ФДКТ), происходившей из левокатолической среды, но ставшей неконфессиональным светским профобъединением, близким к Объединённой социалистической партии. Работа во Всеобщей конфедерации труда (ВКТ) осложнялась доминированием в ней французской компартии.
На президентских выборах 1969 и 1974 годов группа «L’Humanité rouge» в ПКМФЛ выступала против всех кандидатов, как правых и ультраправых, так и левых и ультралевых. Группа призывала к «революционному» бойкоту выборов. Начиная с осени 1973 года, группа говорила об «опасности советского социал-империализма». Тогда она развивает кампанию за создание национальной обороны Франции против «советского социал-империализма». Критикуя как американский, так и советский империализм, партия поддерживала независимый внешнеполитический курс Франции и курс на развитие собственной ядерной энергетики. Таким образом, ПКМЛФ оказалась в стороне от развивавшегося в 1970-е годы антиядерного движения.
В 1974—1975 годах ПКМЛФ издавала небольшую газету, посвященную женскому вопросу. Большое внимание в середине 1970-х годов уделялось увеличению представительства женщин в руководящих органах партии. Некоторое время существовала женская комиссия.
После смерти Мао Цзэдуна в 1976 году группа «L’Humanité rouge» следует за новым курсом китайского правительства. Ориентируясь на Китай, поддерживает режим «красных кхмеров». В 1978 году партия, выйдя из подполья, приняла название Коммунистической партии марксистов-ленинцев (ПКМЛ, Parti communiste marxiste-léniniste). Она выставляет кандидатов на парламентских выборах в марте 1978 года в союзе с РКП(м-л), вышедшей из ПКМФЛ в 1974 году. Итогом выборов стала поддержка партии примерно 1,0 % избирателей. Тогда же газета «L’Humanité rouge» сливается с органом РКП(м-л) «Le Quotidien du Peuple» («Народный день»), сохранив название последнего. ПКМЛ издает бюллетень «PCML-Flash».
В 1980 году многие активисты в Бретани, где партия была хорошо известна, выходят из неё. В 1981 году исторический лидер партии Жак Жюрке уступает место секретариату, в состав которого, кроме него самого, входят Ален Доронте (Alain Doronte), Жан-Люк Эйнауди (Jean-Luc Einaudi), Моника Даргон (Monique Dagron) и Пьер Боби (Pierre Bauby). Во втором туре президентских выборов 1981 года партия призвала голосовать за Франсуа Миттерана. С 1982 года ПКМЛ издает журнал «Travailleurs» («Трудящиеся»). Партия сталкивается с рядом трудностей. В том же, 1982, году Коммунистическая партия Китая официально восстанавливает отношения с ФКП.

## 1985—1988
В 1985 году ПКМЛ решает полностью отказаться от маоистской идеологии и становится Партией за коммунистическую альтернативу (ПКА). Её численность на тот период составляет порядка 300 активистов. ПКА издаёт бюллетень «Flash Alternatives» и сближается с троцкистской Революционной коммунистической лигой.
Из-за несогласия с общим курсом партии в 1986 году её покидает Жюрке. На президентских выборах 1988 года партия поддерживает незаивисимую кандидатуру профсоюзного лидера и члена ФКП Пьера Жюкена. В декабре 1988 года партия решает самоликвидироваться.